# 常振勇
常振勇（1958年—），天津人，汉族，中华人民共和国政治人物、第十一届全国人民代表大会山东地区代表。
毕业于中欧国际工商学院工商管理专业，是中共党员。担任齐鲁石化总经理。2008年起担任全国人大代表。